# Roman Jakič
Roman Jakič, slovenski politik, * 1. maj 1967, Ljubljana. 
Jakič je nekdanji slovenski obrambni minister v 11. vladi Republike Slovenije. Bil je član več političnih strank in večkrat funkcionar v politiki ali športnih organizacijah. 

## Politično udejstvovanje
Jakič je bil kot član LDS poslanec 3. državnega zbora Republike Slovenije, bil evroposlanec (2002-2004), generalni sekretar LDS, predsednik Atletske zveze Slovenije, mestni svetnik Mestne občine Ljubljana,... Od leta 2007 je direktor Zavoda Tivoli. Leta 2007 je tudi prestopil iz stranke LDS v novonastalo stranko Zares.
Kot poslanec LDS v slovenski skupščini je leta 1991 poudarjal, da Slovenija ni ogrožena in zato ne potrebuje denarja za vojsko, ampak ga lahko usmeri drugam, saj je glasoval za amandma, ki je namenjal več denarja za šolstvo, kulturo, zdravstvo in ga odtegoval vojski.
Na državnozborskih volitvah leta 2011 je kandidiral na listi Pozitivne Slovenije. Pred tem je bil član Liberalne demokracije Slovenije V 11. slovenski vladi premierke Alenke Bratušek je bil imenovan na položaj obrambnega ministra. Leta 2014 je ob ponovnem prestopu strank na državnozborskih volitvah kandidiral na listi Zavezništva Alenke Bratušek.
Vpleten je v kazenskem postopku okoli afere Stožice, kjer naj bi MOL pod vodstvom Zorana Jankovića, Zavoda Tivoli pod vodstvom Romana Jakiča in Ljubljanska parkirišča pod vodstvom Sama Lozeja, s podpisom pogodbe ravnali negospodarno, saj naj bi preplačali vrednost parkirišč.